# Sofiya Yaremchuk
Sofiya Yaremchuk (en ucraniano: Софія Яремчук; Leópolis, Ucrania, 3 de junio de 1994) es una deportista italiana de origen ucraniano que compite en atletismo, especialista en las carreras de fondo y maratón. Ganó una medalla de oro en el Campeonato Europeo de Atletismo en Ruta de 2025, en la prueba de 10 km por equipo.

## Palmarés internacional
| Campeonato Europeo en Ruta | Campeonato Europeo en Ruta | Campeonato Europeo en Ruta | Campeonato Europeo en Ruta |
| Año                        | Lugar                      | Medalla                    | Prueba                     |
| -------------------------- | -------------------------- | -------------------------- | -------------------------- |
| 2025                       | Bruselas/Lovaina (Bélgica) | Medalla de oro             | 10 km por equipo           |